# Anello (micologia)

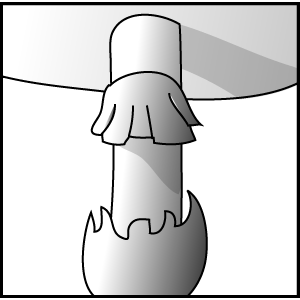
Diagramma di un velo di basidiomicete con anello e volva

L'anello di un fungo è la struttura circolare presente in alcune specie attorno al gambo.

## Formazione

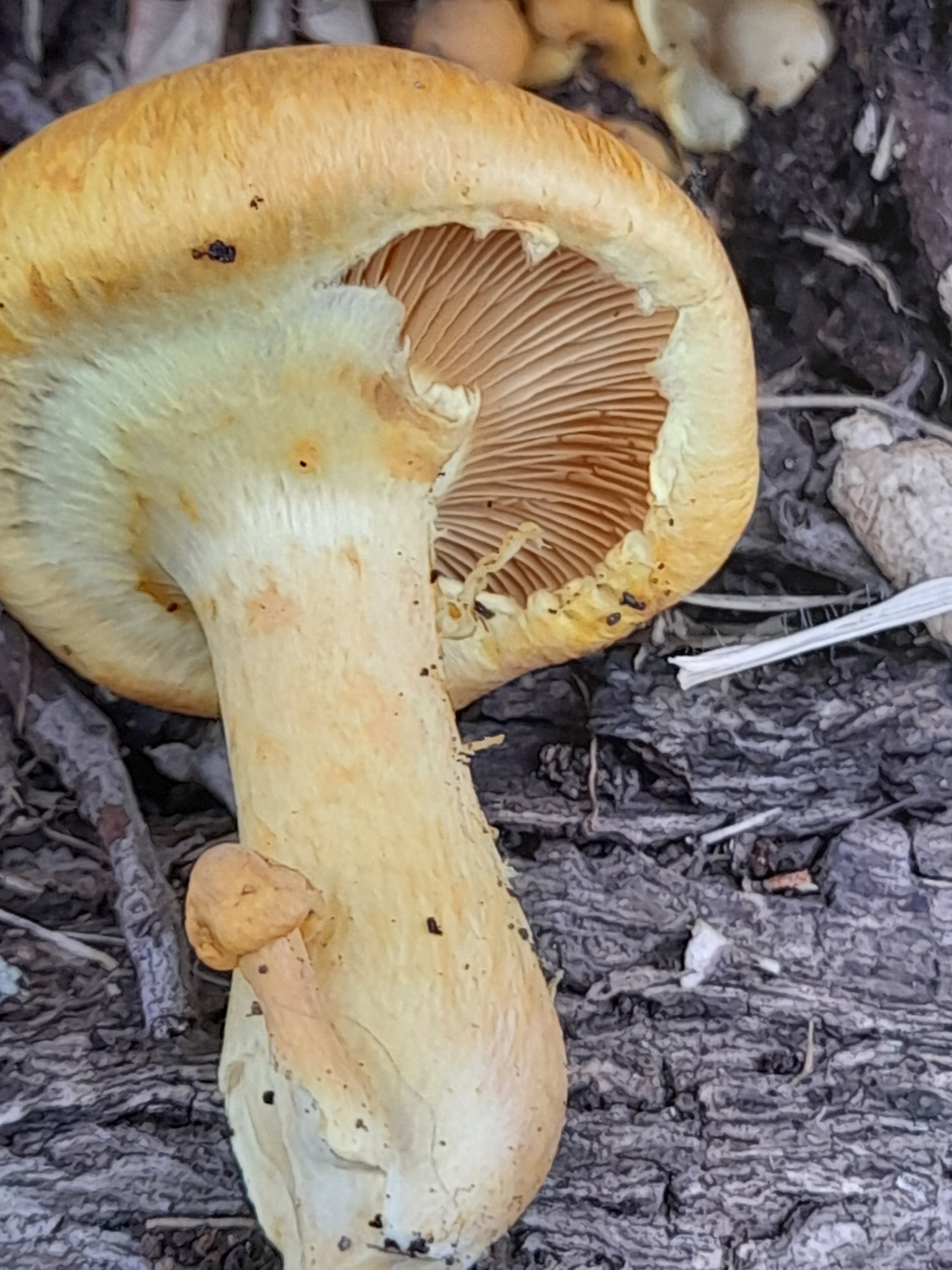
Anello membranoso residuato dal velo parziale in Gimnopilus junonius

L'anello rappresenta il residuo del velo, parziale o universale, ossia della membrana che avviluppa il cappello, che di solito circonda il gambo nella sua parte superiore, come protezione dell'imenio fino alla maturazione delle spore.

## Forma
In base alla forma l'anello si può distinguere in:
- ascendente (infero), derivante dal velo universale;
- discendente (supero), derivante dal velo parziale;
- scorrevole
- doppio

## Caratteristiche
Insieme alle altre caratteristiche come gambo, tipo di lamelle etc. la sua osservazione può facilitare il riconoscimento e la classificazione. In particolare le sue caratteristiche utili ai fini del riconoscimento delle specie sono:
- persistenza (caduco, evanescente)
- consistenza (membranoso, rigido, flaccido, araneoso)
- ampiezza (largo, stretto)
- colore
- conformazione (striatura, plissettatura, granulazione, fioccosità).

## Galleria d'immagini

Anello deliquescente
Anello discendente (supero),
Anello ascendente (infero)
Anello scorrevole o libero
Anello doppio